# Jászkunsági gyerek vagyok
A Jászkunsági gyerek vagyok kezdetű magyar népdalt Bartók Béla gyűjtötte Szolnokon 1913-ban.

## Kotta és dallam
| Jászkunsági gyerek vagyok, Jászkunságon születtem, kiskoromtól nagykoromig, benne fölnevelődtem. | Kilenc zsandár kísér engem a jászkunsági főutcán, Még akkor is betekintek kisangyalom ablakán. | Még akkor is utánam szól: barna legény, gyere be! Adj egy csókot, egy utolsót, kacsintsál a szemembe! |

## Felvételek
- Jászkunsági gyerek vagyok. Csóka Anita  YouTube (2015. március 19.)  (Hozzáférés: 2016. május 25.) (audió) ének
- Jászkunsági gyerek vagyok... YouTube (2009. szeptember 27.)  (Hozzáférés: 2016. május 25.) (audió) csárdás
- Jászkunsági gyerek vagyok. Jászmagyarok együttes  YouTube (2013. október 22.)  (Hozzáférés: 2016. május 25.) (audió, fényképsorozat)
- Jászkunsági.wmv. Kadlott Karcsi  YouTube (2010. február 15.)  (Hozzáférés: 2016. május 25.) (audió) 2:04-ig. lakodalmas rock